# ODE-CDV
ODE-CDV（西多福韦十八烷氧乙酯）是一种含氮有机磷化合物，化学式C
28H
54N
3O
7P，为广谱抗病毒药物西多福韦的衍生物。